# Campana (Uruguay)
Pour les articles homonymes, voir Campana (homonymie).
Campana est une ville de l'Uruguay située dans le département de Colonia. Sa population est de 307 habitants.

## Population
| Année | Population |
| ----- | ---------- |
| 1975  | 70         |
| 1985  | 105        |
| 1996  | 181        |
| 2004  | 307        |

Référence,: